# Kirnu (berg- och dalbana)
Kirnu är en berg- och dalbana i stål som ligger vid nöjesparken Borgbacken i Helsingfors, Finland. 

## Incidenter
Den 16 maj 2007 skadade en man sitt ben på Kirnu och dess bromsar förnyades.
Efter den dödliga händelsen på Inferno vid Terra Mítica i Benidorm, Spanien den 7 juli 2014, och eftersom de två åkattraktionerna har en identisk utformning, hade Borgbacken upphört att köra Kirnu i flera dagar innan de öppnade berg- och dalbanan igen.